# Họ Ếch thủy tinh
Centrolenidae là một họ động vật lưỡng cư trong bộ Anura. Họ này có 153 loài.

## Phân loại học
Họ Centrolenidae trước đây có quan hệ gần với họ Hylidae; nhưng các nghiên cứu phát sinh loài gần đây đã xếp chúng thành một họ (cùng với họ khác Allophrynidae) có quan hệ gần hơn với họ Leptodactylidae.
Phân loại học của họ Centrolenidae gần đây được chia thành 2 phân họ và 12 chi.
- Phân họ Centroleninae
  - Centrolene Jiménez de la Espada, 1872
  - Chimerella Guayasamin, Castroviejo, Trueb, Ayarzagüena, Rada, Vilá, 2009
  - Cochranella Taylor, 1951
  - Espadarana Guayasamin, Castroviejo, Trueb, Ayarzagüena, Rada, Vilá, 2009
  - Nymphargus Cisneros-Heredia & McDiarmid, 2007
  - Rulyrana Guayasamin, Castroviejo, Trueb, Ayarzagüena, Rada, Vilá, 2009
  - Sachatamia Guayasamin, Castroviejo, Trueb, Ayarzagüena, Rada, Vilá, 2009
  - Teratohyla Taylor, 1951
  - Vitreorana Guayasamin, Castroviejo, Trueb, Ayarzagüena, Rada, Vilá, 2009
- Phân họ Hyalinobatrachinae
  - Celsiella Guayasamin, Castroviejo, Trueb, Ayarzagüena, Rada, Vilá, 2009
  - Hyalinobatrachium Ruiz-Carranza & Lynch, 1991 - "True" Glass Frogs
- Phân họ Allophryninae

Incertae sedis Ikakogi Guayasamin, Castroviejo, Trueb, Ayarzagüena, Rada, Vilá, 2009

## Hình ảnh

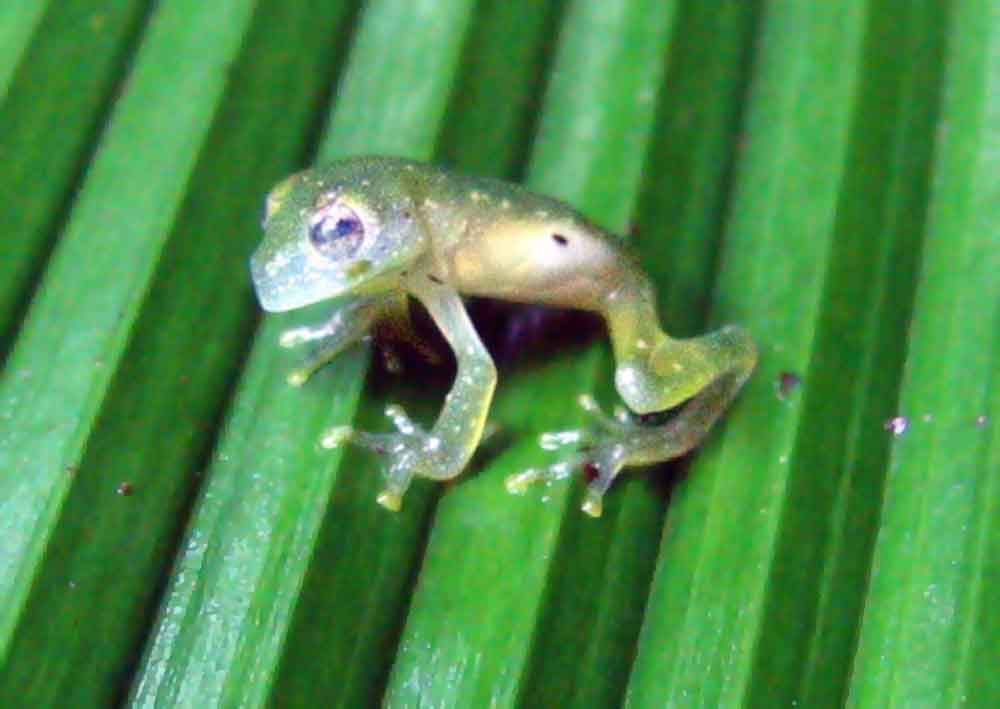
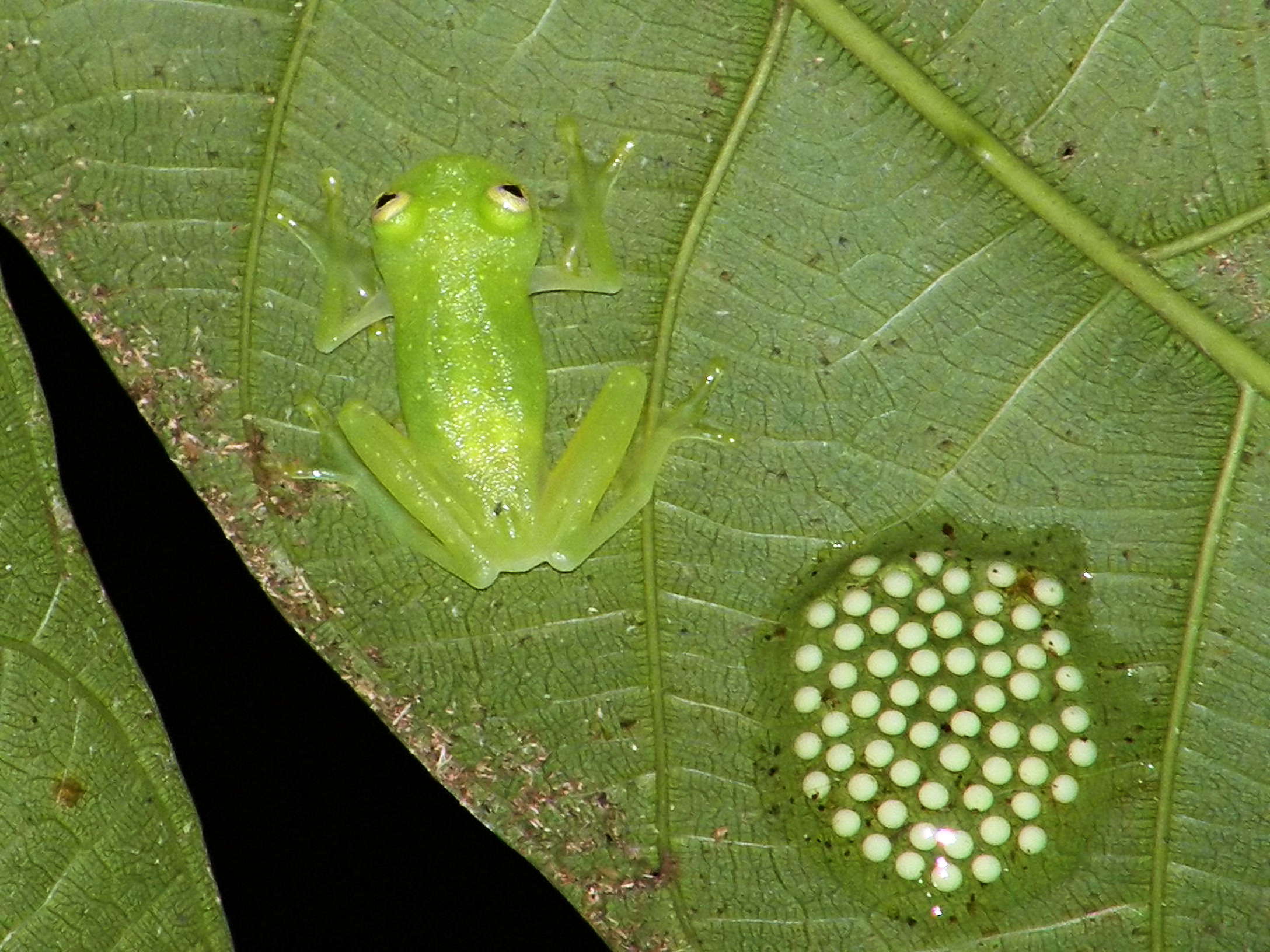

- Tập tin:Tập